# Adelantado (Tacoronte)
Adelantado es una entidad de población perteneciente al municipio de Tacoronte, en la isla de Tenerife —Canarias, España—.

## Geografía
Adelantado es un núcleo eminentemente agrícola situado en las medianías de Tacoronte, a unos tres kilómetros al nordeste de la capital municipal y a una altitud media de 500 m s. n. m.
El barrio cuenta con varias plazas públicas y parques infantiles, una ermita y una capilla dedicada a Fray Diego, el centro de educación infantil y primaria Maximiliano Gil Melián, un local social y los polideportivos Fray Diego y Maximiliano Gil. Aquí se ubica además la Asociación de Niños con Parálisis Cerebral.

## Demografía
| Año        | 2000  | 2005  | 2010  | 2015  | 2020  |
| ---------- | ----- | ----- | ----- | ----- | ----- |
| Habitantes | 1 038 | 1 201 | 1 361 | 1 224 | 1 193 |

## Fiestas
Adelantado celebra fiestas en honor a la Santa Cruz en el mes de mayo.

## Comunicaciones
Se llega al barrio principalmente a través de las calles de La Caridad, Juan Pérez, Miranda y del Calvario.

### Transporte público
En autobús —guagua— queda conectado mediante la siguiente línea de TITSA: 
| Línea | Trayecto                                                | Recorrido     |
| ----- | ------------------------------------------------------- | ------------- |
| 011   | La Laguna - El Sauzal (por c/ El Calvario de Tacoronte) | Horario/Línea |

## Lugares de interés
- Casa Rural El Adelantado